# Jos van Veldhoven

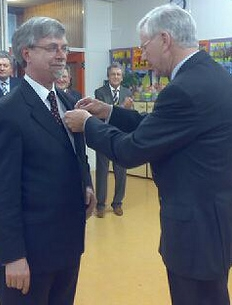
Jos van Veldhoven erhält 2008 das Goldene Ehrenzeichen des Bachcomités Aardenburg.

Jos van Veldhoven (* 1952 in ’s-Hertogenbosch) ist ein niederländischer Dirigent.

## Leben und Wirken
Jos van Veldhoven studierte Musikwissenschaft an der Reichsuniversität von Utrecht sowie Chor- und Orchesterleitung am Königlichen Konservatorium von Den Haag. Ab 1983 war er Künstlerischer Leiter der Nederlandse Bachvereniging. Seit 1976 leitet er den von ihm gegründeten Utrechts Barok Consort.
Internationale Bekanntheit erlangte er durch seine Aufführungen insbesondere der Passionen und Kantaten von Johann Sebastian Bach und dessen Zeitgenossen. In Naarden, dem Sitz der Niederländischen Bachvereinigung, dirigierte er alljährlich in der St. Vituskirche (auch Große Kirche genannt) die Matthäus-Passion von Johann Sebastian Bach.
Sein Wirken erstreckt sich auch auf eher selten aufgeführte Werke der Alten Musik, u. a. von Giovanni Maria Bononcini, Giovanni Legrenzi, Reinhard Keiser oder – als niederländische Erstaufführung – der Johannespassion von Georg Gebel im November 2007.
Tourneen mit seiner Bachvereinigung führten ihn nach Deutschland, Japan und in die USA. Jos van Veldhoven ist auch ein häufiger Gast in deutschen Opernhäusern, unter anderem in der Oper Bonn mit einem Händel-Zyklus sowie in der Oper Essen.
Im März 2018 legte van Veldhoven die Leitung der Niederländischen Bachvereinigung nieder, die von dem bisherigen Konzertmeister Shunske Sato (* 1984) übernommen wurde.

## Auszeichnungen
- 2007: Ritter des Ordens vom Niederländischen Löwen
- 2008: Goldenes Ehrenzeichen des Bachcomités Aardenburg